# Eugène Flandin

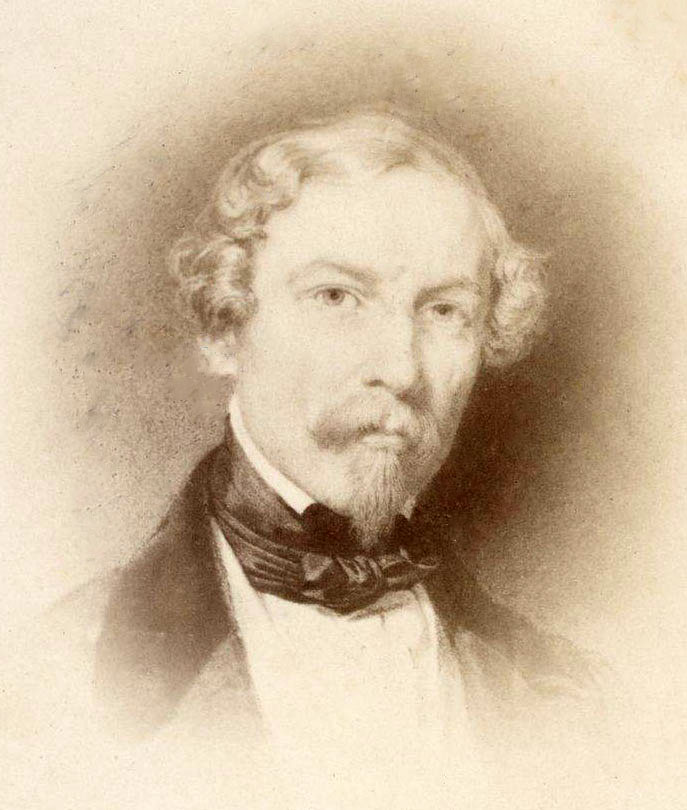
Eugène Flandin

Eugène Flandin, mit vollem Namen Jean-Baptiste Eugène Napoléon Flandin (* 18. August 1809 in Neapel; † 29. September 1889 in Tours), war ein französischer Maler, dessen zeichnerische Dokumentation archäologischer Stätten noch heute eine Rolle in der wissenschaftlichen Forschung spielt.
Seine Eltern waren Baptiste Flandin (1777–1853), ein Verwalter in Napoleons Armee, und Marie-Agnès Durand (geb. 1792). Eugènes frühe Kindheit war eng mit dem Beruf seines Vaters verbunden. Er war erst 2 Jahre alt, als die Familie 1811 aus Neapel zurückkehrte, wo sein Vater seit 1807 unter Joachim Napoléon Murat diente. Während Napoleons Russlandfeldzug war er dem Comte Pierre Bruno Daru zugewiesen. Nach 1815 blieb er Offizier mit halber Bezahlung in verschiedenen militärischen und administrativen Positionen – hauptsächlich in Algerien. Wegen „Unregelmäßigkeiten“ musste er 1835 vorzeitig den Dienst quittieren. Nun war es schwierig, für die Familie mit 4 Kindern zu sorgen.

## Die frühen Jahre
Diese mit Problemen belasteten Jahre waren höchst unvorteilhaft für Eugènes Erziehung. Über seine Schul- und Ausbildungszeit ist nichts bekannt. Sein Vater zwang ihn in eine militärische Laufbahn, die er aber bald aufgab, um seiner eigentlichen Berufung zu folgen. Es wird gesagt, dass er in Frankreich oder Italien studierte, aber nach den meisten Biografen war er Autodidakt. Dass er ein Schüler von Horace Vernet war, entbehrt jeder Grundlage.
1834 unternahm er seine erste Reise nach Italien, um die alten Meister zu studieren. 1835/36 besuchte er Venedig und vervollständigte seine Ausbildung höchstwahrscheinlich in Belgien.

## Erste Erfolge als Maler
Seine erste Ausstellung im Pariser Salon 1836 war ein Erfolg, besonders seine Landschaften von Venedig und Neapel. 1837 wurde er Militärzeichner der französischen Armee in Algerien. Im gleichen Jahr stellte er im Pariser Salon sein Gemälde La prise de Constantine sowie verschiedene algerische und belgische Sujets aus.
Er hatte Schulden, die er kaum durch den Verkauf seiner Bilder begleichen konnte. 1838 und 1839 stellte er erneut seine Arbeiten in Paris und in der Provinz aus. Aufeinanderfolgende Teilnahmen im Pariser Salon sind – mit Ausnahme der erwähnten 1853 und später 1861 – nicht belegt.

## Mit Coste im Orient
1839 wurde Flandin zusammen mit dem Architekturprofessor Pascal Coste durch das Institut de France an die französische Botschaft in Persien delegiert. Sie blieben 2 Jahre in Isfahan. Mit sehr geringen Mitteln machten sie sich am 31. Mai 1841 auf eine Reise über Hamadān, Kangāvar, Bīsotūn, wo sie Austen Henry Layard begegneten, Ḥolwān etc. Nach Isfahan zurückgekehrt, ging es nach Schiraz und an den Persischen Golf und zurück. Von Persepolis machte Flandin viele Zeichnungen, was ihn für seine spätere Arbeit empfehlen sollte.
Sie reisten nach Täbris, wo unglaubliche sanitäre Zustände ihre Rückreise über Trabzon oder Tiflis behinderten, so dass sie durch Kurdistan den Weg nach Bagdad nehmen mussten. Coste lobte sowohl Flandins Mut und Furchtlosigkeit als auch seinen Jähzorn. Ihr Zeitplan und ihre Arbeit waren streng organisiert. Auf der Basis umfangreicher Reisen bis 1841 entstanden die gemeinsamen Werke „Voyage en Perse“ (1843) und „La Perse ancienne“ (1848). Nach seiner Rückkehr wurde Flandin Ritter der Ehrenlegion.

## Bei Botta in Khorsabad
Paul-Émile Botta, der in Assyrien archäologische Ausgrabungen unternahm, hatte um die Entsendung eines Künstlers gebeten, der seine Funde zeichnen sollte. Die Regierung kam im Oktober 1843 dieser Bitte nach. Die Académie des inscriptions et belles-lettres schlug für diesen Zweck Eugène Flandin vor, den man wegen seiner Erfahrungen in Persien schätzte. Im Mai 1844 kam Flandin in Mosul an und arbeitete mit Botta in Khorsabad bis Ende Oktober. In Paris legte er seine Arbeit der Akademie vor, die eine Kommission mit der Auswertung beauftragte. Diese war davon begeistert und schlug, vor, einen Extra-Band mit Flandins Zeichnungen zu erstellen, zusammen mit den erklärenden Berichten, die Botta bei seiner Rückkehr geben würde, zum Studium für Wissenschaftler und Künstler. Am 16. Mai 1845 beschloss die Akademie, dem Vorschlag der Kommission zu folgen. So wurden Botta und Flandin für ihre Arbeit belohnt durch die Veröffentlichung einer Reihe prächtiger Folio-Ausgaben, deren Kosten die Regierung trug.

## Zurück in Frankreich
Nach seiner Rückkehr nach Frankreich heiratete er 1846 Elisabeth Leblanc, die ihm 1847 sein einziges Kind, einen Sohn, gebar. Seine Gemälde hatten ihm nicht den erwarteten Erfolg beschert und konnten ihn nicht aus finanziellen Problemen retten. So wandte er sich archäologischer und administrativer Arbeit zu.
1849 wurde er zum Bürgermeister von Cérelles im Arrondissement Tours gewählt, wo er seinen zweiten Wohnsitz hatte. Während er versuchte, seinen kleinen Ort zu verschönern, teilte er seine Zeit zwischen Paris, der Normandie und der Touraine. Auch bereitete er seine Berichte für eine Veröffentlichung vor.
Als er 1865 von seinem Bürgermeisteramt zurücktrat, wurde er bis 1868 mit Aufgaben in der Präfektur und anderen Verwaltungsaufgaben betraut, hauptsächlich im Département Indre-et-Loire.
Obwohl seine Bilder oft Preise in akademischen Kreisen erhielten, wurde Flandin weniger berühmt als die meisten seiner Zeitgenossen. Ohne einen Meister oder Schüler zog er keine Aufmerksamkeit der Kritiker auf sich. Manch einer hielt ihn für einen Schüler von Vernet und sogar von Ingres. Auch wurde er oft verwechselt mit Hippolyte Flandrin (1809–64) oder dessen Bruder Paul (1811–1902). Sein Gemälde „Assaut de Constantine“ (1838), das Louis-Philippe für seinen Palast in Neuilly erworben hatte, wurde während der Revolution von 1848 durch Bajonette zerfetzt (Guyot de Fère).
Im Atelier von Jules Laurens begegnete er Colonel F. Colombari, der zwischen 1833 und 1848 in Persien war, Prinz Soltykoff, der Witwe von Xavier Hommaire de Hell, einem weiteren Persienreisenden, und anderen Malern. Mit seiner Präzision und Genauigkeit waren Flandins Gemälde nicht mehr gefragt und er zog sich Anfang der 1870er aus dem Künstlerleben zurück, als die Impressionisten langsam die Kunstwelt eroberten. Seine Werke befinden sich in Museen der Provinz oder Privatsammlungen. Sie erscheinen regelmäßig in Auktionen.

## Flandins Publikationen
- “Voyage archéologique à Ninive: l’architecture assyrienne,” in Revue des deux Mondes, N.S. 10, 1845a, pp. 1081-1106.
- “Voyage archéologique à Ninive: la sculpture assyrienne”, Revue des deux Mondes, N.S. 11, 1845b, pp. 88-111.
- “Monument de Ninive” [sic], découvert et décrit par M. P. E. Botta; mesuré et dessiné par M. E. Flandin, 5 vols., Paris, 1849-50.
- Accounts of his Persian travels in Revue des deux Mondes, Nouvelle période 7, 1850, pp. 114-41, 413-33; 10, 1851, pp. 651-81; 11, 1851, pp. 965-1000; 12, 1851, pp. 585-626; 15, 1852, pp. 1111-42.
- “Voyage en Perse” de MM. Eugène Flandin, peintre, et Pascal Coste, architecte…, 1 vol. and atlas of plates and maps in 4 vols, Paris, 1843-54; 2 vols. and atlas in 6 vols., Paris, 1851-54.
- “Reports on the Herat crisis and Anglo-Persian War of 1856-57” in Revue des deux Mondes, Seconde période 7, 1857a, pp. 674-97 and in L’illustration, no. 730, 21 February 1857b, pp. 115-18; no. 731, 28 February 1857, pp. 131-34; no. 731, 21 March 1857, pp. 179-82.
- “Voyage en Mésopotamie, 1840-42,” in Le Tour du Monde, 1861, 2e semestre, pp. 49-80; 1863, 1er semestre (plates only), pp. 305-36. L’Orient, 4 vols., Paris, 1853-67.
- “Histoire des Chevaliers de Rhodes”, Tours, 1864; 2. Aufl. Tours 1867 (in quarto); 3. Aufl. Tours, 1873; Nachdruck Tours [?], 1879
- online Bücher in Französisch

## Flandins Bilder in Museen
- Le pont des soupirs à Venise, Musée d'Auch.
- Intérieur d'atelier, Musée de Caen.
- Vue prise à Tripoli de Syrie, Musée de Lille.
- Vue de Bagdad, Musée de Marseille.
- Entrée des caveaux de Venise, Musée de la Roche-sur-Yon.
- Vue d'Athènes, Musée de Rouen.
- Entrée de l'armée française à Alger le 5 juillet 1830, Musée de Versailles.
- “Palais du Bey Constantine” Algerien 1837, Musée Historique de Versailles.
- Ispahan, Meidan-i-Shah, Victoria & Albert Museum, London
- Ispahan - Cour intérieure de la grande Mosquée, Victoria & Albert Museum, London